# Preußisches Viertel

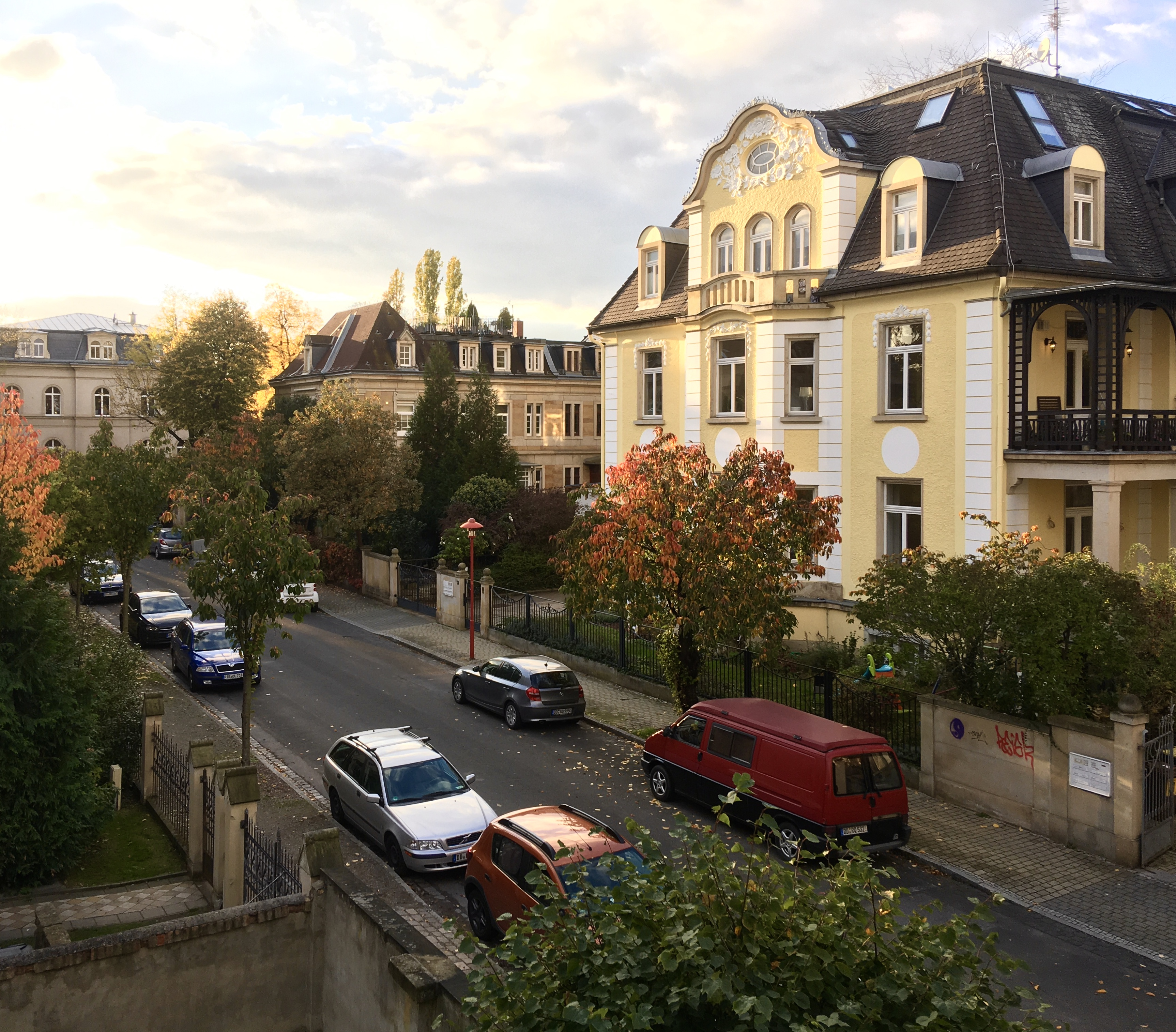
Arndtstraße im Preußischen Viertel

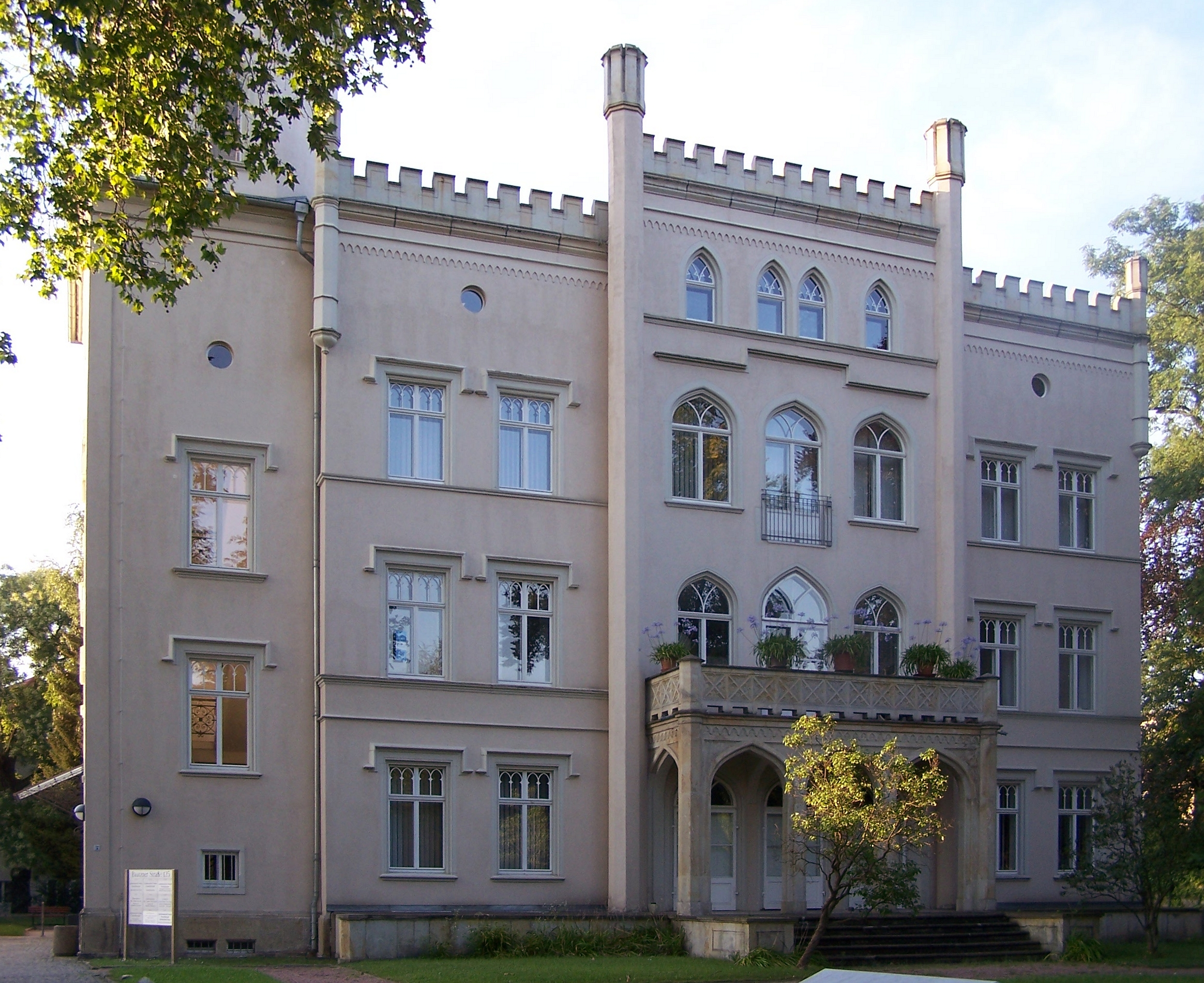
Tudor-Villa (Bautzner Straße 125)

Das Preußische Viertel ist ein rechtselbisch gelegenes Villengelände im Dresdner Stadtteil Radeberger Vorstadt. Es liegt zwischen der Äußeren Neustadt und der Prießnitz im Westen und der Waldschlößchenstraße (Grenze zum Waldschlösschenviertel) im Osten. Durch das Viertel verläuft die Bautzner Straße.
Im ursprünglich sandigen und wüsten Gelände wurden im beginnenden 18. Jahrhundert erste Grundstücke erschlossen. Das Gebiet gewann mit der Verlegung der Bautzner Straße 1783 an Attraktivität. Es entstanden Ausflugsgaststätten, Parks und Sommerhäuser. Ab dem Jahr 1861 wurde das Gelände durch weitere Straßen erschlossen und bis 1890/1900 planmäßig in offener Bauweise mit parkähnlichen Gartenanlagen und „in edlem Stil gehaltenen“ Villen und Landhäusern bebaut. Diese zeigen Stilmerkmale der Semper-Nicolai-Schule. Der Name des Viertels leitet sich möglicherweise von den aus dem Raum Berlin/Potsdam übernommenen und angewandten Architekturformen ab. Während der Luftangriffe auf Dresden im Zweiten Weltkrieg blieb das Viertel unbeschädigt.
Seit dem 21. Januar 2000 ist das Preußische Viertel ein Denkmalschutzgebiet nach dem Sächsischen Denkmalschutzgesetz. Es stellt ein bedeutendes Zeugnis der Stadtplanung der zweiten Hälfte des 19. Jahrhunderts dar.